# Melanostomias biseriatus
Melanostomias biseriatus är en fiskart som beskrevs av Regan och Trewavas, 1930. Melanostomias biseriatus ingår i släktet Melanostomias och familjen Stomiidae. Inga underarter finns listade i Catalogue of Life.